# Streamy Awards

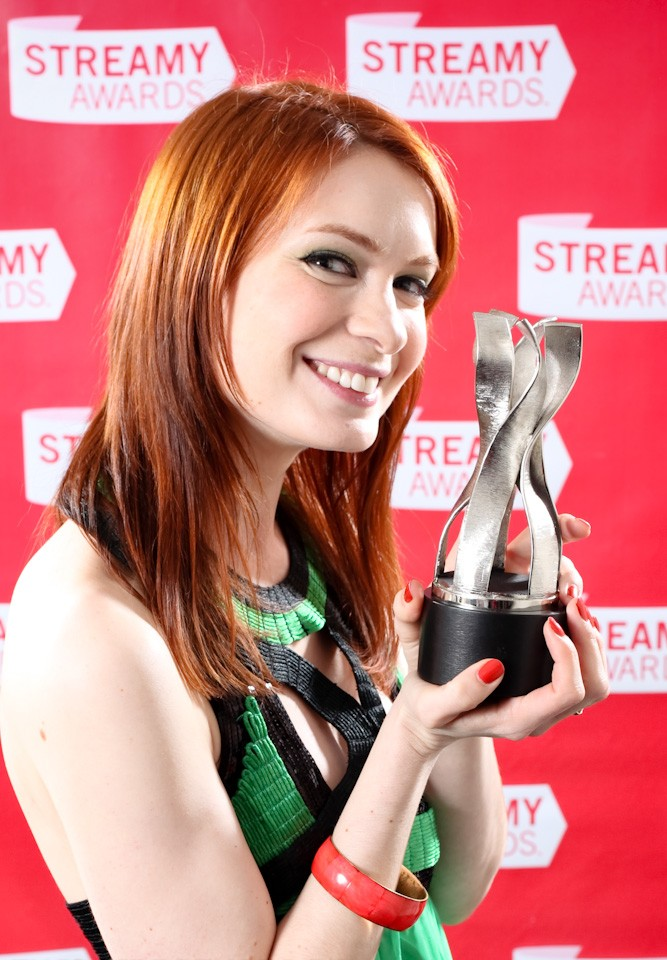
Felicia Day con lo Streamy 2009 come migliore attrice in una webserie commedia

Gli Streamy Awards, comunemente noti come Streamys, sono dei premi presentati annualmente dalla Dick Clark Productions e Tubefilter, con la partecipazione della International Academy of Web Television (IAWTV), in riconoscimento all'eccellenza nel campo della creazione di webserie e Web TV, comprendenti regia, recitazione, produzione e sceneggiatura. La cerimonia di consegna dei premi avviene a Los Angeles, e la selezione dei vincitori avviene in base al voto del pubblico.
Sono stati i primi premi tenuti e presentati interamente in diretta streaming e si dividono in oltre 30 categorie.

## Edizioni

### Prima edizione (2009)
La prima edizione si è svolta il 28 marzo 2009 al Wadsworth Theatre di Los Angeles.
- Best Comedy Web Series: The Guild

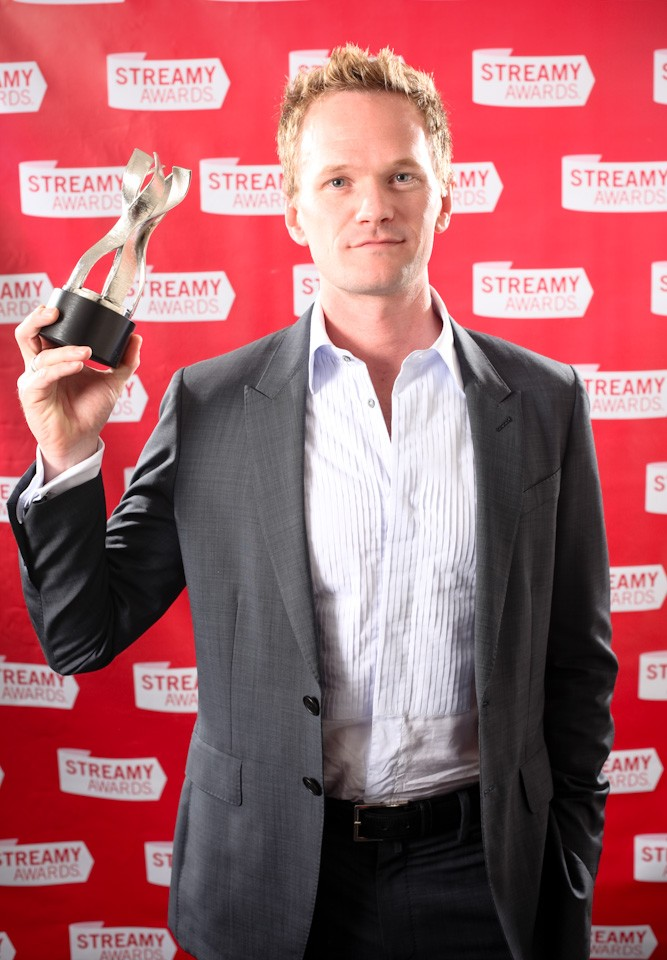
Neil Patrick Harris, vincitore dello Streamy 2009 come migliore attore in una webserie commedia

- Best Drama Web Series: Battlestar Galactica: The Face of the Enemy
- Best Hosted Web Series: EPIC FU
- Best Reality or Documentary Web Series: The Shatner Project
- Best News or Politics Web Series: Alive in Baghdad
- Audience Choice: Dr. Horrible's Sing-Along Blog
- Best Directing for a Comedy Web Series: Joss Whedon (Dr. Horrible's Sing-Along Blog)
- Best Directing for a Dramatic Web Series: Blake Calhoun (Pink)
- Best Writing for a Comedy Web Series: Maurissa Tancharoen, Jed Whedon, Joss Whedon, Zack Whedon (Dr. Horrible's Sing-Along Blog)
- Best Writing for a Dramatic Web Series: Jane Espenson, Seamus Kevin Fahey, Ronald D. Moore (Battlestar Galactica: The Face of the Enemy)
- Best Male Actor in a Comedy Web Series: Neil Patrick Harris (Dr. Horrible's Sing-Along Blog)
- Best Female Actor in a Comedy Web Series: Felicia Day (The Guild)
- Best Male Actor in a Dramatic Web Series: Alessandro Juliani (Battlestar Galactica: The Face of the Enemy)
- Best Female Actor in a Dramatic Web Series: Rosario Dawson (Gemini Division)
- Best Ensemble Cast in a Web Series: The Guild
- Best Guest Star in a Web Series: Paul Rudd (Wainy Days)
- Best Web Series Host: Alex Albrecht (Project Lore)
- Best Editing in a Web Series: Dr. Horrible's Sing-Along Blog (Lisa Lassek)
- Best Cinematography in a Web Series: Dr. Horrible's Sing-Along Blog (Ryan Green)
- Best Art Direction in a Web Series: Tiki Bar TV (Kim Bailey)
- Best Visual Effects in a Web Series: Backyard FX (Erik Beck)
- Best Animation in a Web Series: The Meth Minute 39 (Dan Meth)
- Best Original Music for a Web Series: Dr. Horrible's Sing-Along Blog (Jed Whedon)

### Seconda edizione (2010)
La seconda cerimonia annuale si è svolta all'Orpheum Theatre l'11 aprile 2010. Condotta dall'attore Paul Scheer, è stata fortemente criticata per una serie di problemi tecnici, per la volgarità delle battute e per degli inconvenienti procurati da due streakers che sono saliti nudi sul palco e hanno interrotto i presentatori. La presentazione di Chris Hardwick e Lisa Donovan è stata inoltre interrotta da Shay Carl Butler (di SHAYTARDS) e da "HiimRawn". A causa della scarsa organizzazione e della pessima ricezione da parte del pubblico di questa edizione, la IAWTV ha cessato di produrre la cerimonia, che ha subito una interruzione di due anni, e ha creato dei propri premi, gli IAWTV Awards.

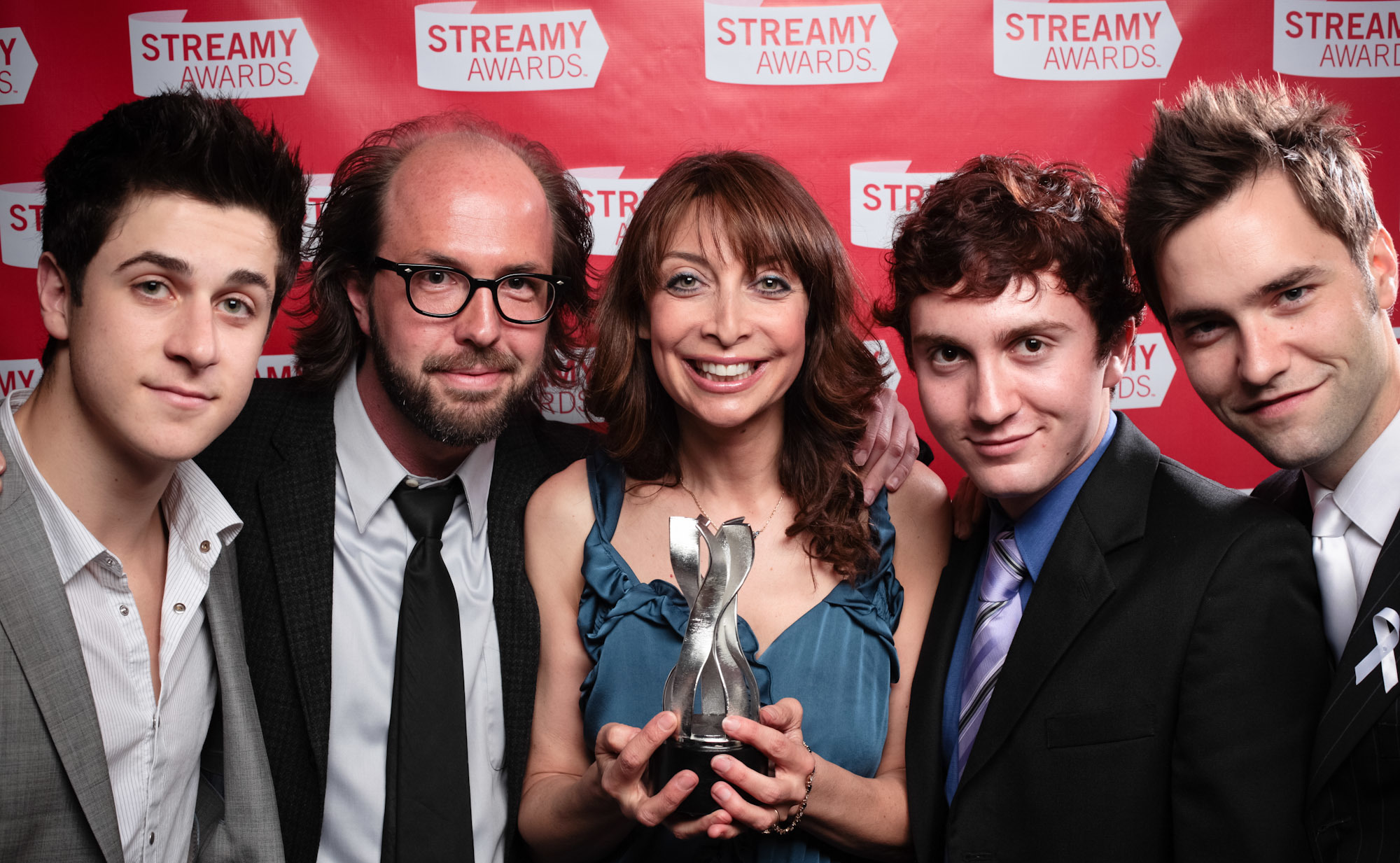
Cast di Easy to Assemble, vincitore dello Streamy 2010

- Best Comedy Web Series: Between Two Ferns with Zach Galifianakis
- Best Drama Web Series: The Bannen Way
- Best Hosted Web Series: Diggnation
- Best Reality or Documentary Web Series: The Secret Life of Scientists
- Best News or Politics Web Series: Auto-Tune the News
- Best Foreign Web Series: OZGirl
- Best New Web Series: Odd Jobs
- Best Companion Web Series: The Office: Subtle Sexuality
- Best Animated Web Series: How It Should Have Ended
- Best Branded Entertainment Web Series: Back on Topps
- Best Experimental Web Series: Auto-Tune the News
- Audience Choice: Agents of Cracked
- Best Directing for a Comedy Web Series: Sean Becker (The Guild)
- Best Directing for a Dramatic Web Series: Jesse Warren (The Bannen Way)
- Best Writing for a Comedy Web Series: David Wain (Wainy Days)
- Best Writing for a Dramatic Web Series: Bernie Su (Compulsions)
- Best Male Actor in a Comedy Web Series: Zach Galifianakis (Between Two Ferns with Zach Galifianakis)
- Best Female Actor in a Comedy Web Series: Felicia Day (The Guild)
- Best Male Actor in a Dramatic Web Series: Mark Gantt (The Bannen Way)
- Best Female Actor in a Dramatic Web Series: Rachael Hip-Flores (Anyone But Me)
- Best Ensemble Cast in a Web Series: Easy to Assemble
- Best Guest Star in a Web Series: "Weird Al" Yankovic (Know Your Meme)
- Best Web Series Host: Zadi Diaz (EPIC FU)
- Best Vlogger: Shane Dawson (ShaneDawsonTV)
- Best Editing in a Web Series: The Bannen Way (Zack Arnold)
- Best Cinematography in a Web Series: Riese (Christopher Charles Kempinski)
- Best Art Direction in a Web Series: Green Porno (Rick Gilbert)
- Best Sound Design in a Web Series: Fear Clinic (Kunal Rajan)
- Best Visual Effects in a Web Series: Fear Clinic
- Best Animation in a Web Series: theGoob (Magnus Jansson)
- Best Live Production in a Web Series: Kevin Pollak’s Chat Show
- Best Interactive Experience in a Web Series: Valemont
- Best Product Integration in a Web Series: Easy to Assemble (IKEA)
- Best Mobile Experience in a Web Series: Valemont
- Visionary Award (menzione speciale):[13] Chad Hurley

### Terza edizione (2013)
La terza edizione è stata prodotta da Tubefilter insieme a Dick Clark productions. Benché chiamata "terza edizione annuale", si è tenuta a distanza di tre anni dall'edizione precedente (2010). Tenutasi il 17 febbraio 2013 all'Hollywood Palladium di Los Angeles, la premiazione è stata condotta da Chris Hardwick di Nerdist Industries; in realtà, 19 dei 35 premi erano stati già annunciati prima della cerimonia. Nello spettacolo di premiazione si sono esibiti Soulja Boy, Shontelle (con Lisa Lavie, Kurt Hugo Schneider, Sam Tsui e Savannah Outen), Boyce Avenue, Vanilla Ice (con Mike Tompkins e Chester See).
- Best Comedy Web Series: Burning Love
- Best Drama Web Series: Halo 4: Forward Unto Dawn
- Best Animated Web Series: Tom Hanks’ Electric City
- Best Branded Entertainment Web Series: Leap Year
- Best Action or Sci-Fi Series: H+: The Digital Series
- Best First-Person Series: DailyGrace
- Best Non-Fiction or Reality Series: Kids React
- Best Derivative Series: The Walking Dead "Cold Storage”
- Best News and Culture Series: The Philip DeFranco Show
- Best DIY or How-To Series: Masterclass
- Best Live Event: Red Bull Stratos
- Best Live Series: What’s Trending with Shira Lazar
- Best Music: Epic Rap Battles of History
- Best International Series: Travel Story
- Audience Choice: SourceFed
- Best Direction: Stewart Hendler (H+: The Digital Series)
- Best Writing for a Comedy Web Series: Bernie Su (The Lizzie Bennet Diaries)
- Best Writing for a Dramatic Web Series: Tony Valenzuela (Black Box TV)
- Best Male Actor in a Comedy Web Series: Ken Marino (Burning Love)
- Best Female Actor in a Comedy Web Series: Hannah Hart (My Drunk Kitchen)
- Best Male Actor in a Dramatic Web Series: Xander Berkeley (The Booth at the End)
- Best Female Actor in a Dramatic Web Series: Missy Peregrym (Cybergeddon)
- Best Ensemble Cast in a Web Series: Burning Love
- Best Guest Star in a Web Series: Ken Jeong (Burning Love)
- Best Host: KassemG (California On)
- Best Online Musician: Peter Shukoff (Epic Rap Battles of History)
- Best Editing in a Web Series: Halo 4: Forward Unto Dawn (Michael Louis Hill)
- Best Cinematography in a Web Series: Halo 4: Forward Unto Dawn (Brett Pawlak)
- Best Visual Effects in a Web Series: DR0NE (Oliver Hotz and Matthew A. Rubin)
- Best Song: Steve Jobs vs. Bill Gates in Epic Rap Battles of History (Peter Shukoff, Lloyd Ahlquist)
- Best Interactive Experience in a Web Series: The Lizzie Bennet Diaries
- Best Production Design: Kasra Farahani (Halo 4: Forward Unto Dawn)
- Best Use of Fashion and Design: Epic Rap Battles of History (Mary "MaryDoodles" Gutfleisch)
- Best Coreography: Lindsey Stirling

### Quarta edizione (2014)
- Best Comedy Web Series: My Drunk Kitchen
- Best Drama Web Series: The Lizzie Bennet Diaries
- Best Companion Web Series: Vandaveon and Mike (Key & Peele)
- Best Animated Web Series: RWBY
- Best Action or Sci-Fi Series: Video Game High School
- Best First-Person Series: Jenna Marbles
- Best Non-Fiction or Reality Series: Comedians in Cars Getting Coffee
- Best Live Event: #Tubeathon 2013
- Best International Series: Noob
- Best Beauty: Missglamorazzi
- Best Dance Series: Jabbawockeez
- Best Fashion: Bethany Mota
- Best Food and Cousine: Epic Meal Time
- Best Gaming: Smosh Games
- Best Health and Wellness: Blogilates
- Best Kids and Family: Kids React
- Best News and Current Events: SourceFed
- Best Pranks: Jack Vale
- Best Educational: Vsauce
- Best Sport: Red Bull
- Best Indie: Little Horribles
- Best Brand Campaign: Need For Speed: Ken Block's Gymkhana Six
- Best Public Service: YouTube Stars Talk Health Care at the White House
- Best Television Show: Tonight Show Starring Jimmy Fallon
- Audience Choice: EnchufeTV
- Best Direction: Matt Arnold e Freddie Wong (Video Game High School)
- Best Writing: Nice Peter, EpicLLOYD, Zach Sherwin, Dante Cimadamore, Mike Betette (Epic Rap Battles of History)
- Best Male Actor in a Comedy Web Series: David Milchard (Convos With My 2-Year-Old)
- Best Female Actor in a Comedy Web Series: Mamrie Hart (You Deserve A Drink)
- Best Male Actor in a Dramatic Web Series: Joey Graceffa (Storytellers)
- Best Female Actor in a Dramatic Web Series: Ashley Clements (The Lizzie Bennet Diaries)
- Best Ensemble Cast in a Web Series: Video Game High School
- Best Collaboration: Zach Galifianakis e Barack Obama (Between Two Ferns)
- Audience Choice: Tyler Oakley
- Best Editing in a Web Series: Kids React (Dan Seibert, Justin Reager, Benny Fine, Rafi Fine, Jordan Towles)
- Best Cinematography in a Web Series: Devinsupertramp (Devin Graham)
- Best Visual Effects in a Web Series: Action Movie Kid (Daniel Hashimoto)
- Best Original Score: Jeff Williams (RWBY)
- Best Song: Whistle While I Work It (Chester See)
- Best Coreography: Mortal Kombat: Legacy II (Garrett Warren e Larnell Stovall)
- Best Cover Song: Pentatonix (Daft Punk Mashup)
- Best Music Video: Goku vs Superman, Epic Rap Battles of History
- Best Musical Artist: Lindsey Stirling
- Best Costume Design: Epic Rap Battles of History (Sulai Lopez)
- Best Vine Comedian: DeStorm Power
- Best Vine Creativity: Zach King
- Viner of the Year: Brittany Furlan

### Quinta edizione (2015)
La quinta edizione è stata trasmessa in diretta su VH1.
- Entertainer of The Year: Cameron Dallas
- Show of The Year: Fouseytube
- Animated: Cyanide & Happiness
- Breakout Creator: Matthew Santoro
- Comedy: Flula
- Drama: Blackboxtv
- First Person: Iisuperwomanii
- Indie: Eat Our Feelings
- International: Racka Racka
- Non-Fiction: Good Mythical Morning
- Spin-off: The Tonight Show Starring Jimmy Fallon: Backstage
- Action or Sci-Fi: Corridor Digital
- Beauty: Gigi Gorgeous
- Documentary or Investigative: Atari: Game Over
- Fashion: Lauren Elizabeth
- Food: Epic Meal Time
- Gaming: PewDiePie
- Health And Wellness: Blogilates
- Kids And Family: What's Up Moms
- Lifestyle: Ijustine
- News And Culture: The Young Turks
- Pranks: Prankvsprank
- Science or Education: Vsauce
- Sports: Dude Perfect
- Actor: James Van Der Beek (Adi Shankar's Bootleg Universe)
- Actress: Colleen Ballinger (Miranda Sings)
- Collaboration: Nice Peter, Epiclloyd, Grace Helbig, Hannah Hart (Epic Rap Battles of History)
- Dance: Dominic “d-Trix” Sandoval
- Ensemble Cast: Video Game High School
- Breakthrough Artist: Shawn Mendes
- Cover Song: “weird Al” Yankovic, Foil (Lorde)
- Original Song: Alessia Cara, Here
- Cinematography: Devin Super Tramp, Devin Graham
- Costume Design: Sulai Lopez (Epic Rap Battles of History)
- Directing: Matt Arnold, Freddie Wong (Video Game High School)
- Editing: Andrew Sherman, Ryan Moulton, Daniel Turcan, Peter Shukoff (Epic Rap Battles of History)
- Visual And Special Effects: Sam Gorski, Niko Pueringer, Jake Watson (Corridor Digital)
- Writing: Mamrie Hart (You Deserve A Drink)
- Short Form Comedy: Logan Paul
- Short Form Creativity: Snapperhero
- Snapchat Storyteller: Shaun Mcbride (Shonduras)
- Viner: King Bach
- Brand Campaign: Roman Atwood, Crazy Plastic Ball Prank #withdad (Nissan)
- Social Good Campaign: #proudtolove, Marriage Equality And Lgbt Pride Month